# Сисоје Велики
Преподобни Сисоје Велики, родом из Мисира (Египат), ученик је светог Антонија.

## Хагиографија
По смрти великог свог учитеља Сисоје се настанио на пустињској гори, званој Антонијева, на којој се и Антоније раније подвизавао. Тешким трудовима над самим собом толико је укротио себе, да је би кротак и незлобив као јагње. Зато му је Бог дао велику благодат, да исцељује болеснике, изгони нечисте духове, и мртве васкрсава. Шездесет година се Сисоје подвизавао у пустињи, и био као извор живе мудрости за све монахе и мирјане који долазише њему за савет.
Пред смрт засија му се лице као сунце. Монаси стајаше око њега и дивише се тој појави. А када светитељ испусти своју душу, сва одаја испуни се дивним благоухањем.
Умро је у дубокој старости, 429. године.

## Учење
Свети Сисоје учио је монахе: „Ма како искушење да се догоди човеку, човек треба да се преда вољи Божјој и да призна, да се искушење догодило због греха његових. Ако ли се што добро догоди, треба говорити да се догодило по промислу Божјем." Монах питао Сисоја: „како ћу угодити Богу и спасти се?" Светитељ одговори: „ако желиш угодити Богу, иступи из света, одели се од земље, остави твар, приступи ка Творцу, сједини се с Богом молитвом и плачем, и наћи ћеш покој у овом веку и у оном." Монах питао Сисоја: како достићи смерност?" Светитељ одговори: „Када се неко извежба да признаје свакога човека бољим од себе, тиме задобија смерност." Амон се жалио Сисоју, како не може да упамти прочитане мудре изреке, да би их могао поновити у разговору с људима. Светитељ му одговори: „То није нужно. Нужно је задобити чистоту ума и говорити из те чистоте положивши наду на Бога."

## Култ Светог Сисоја
У нашим крајевима изузетно је поштован и цењен од мајки и жена као заштитник деце и брзи помоћник у свакој туги и невољи. Многе мајке практикују да посте 7 дана пред светитељев празник да би се причестиле... овај „седмодневни пост“ је неписано правило којег се почиње придржавати све већи број мајки. Један део његових моштију (тијела) налази се у манастиру Светог Василија Острошког. Прославља се 6. јула по јулијанском календару, а 19. јула по грегоријанском.